# Eternal Glory
Eternal Glory è un demo del gruppo musicale italiano Rhapsody of Fire, pubblicato a nome Rhapsody nel 1995. 
Quattro dei sette brani che compongono la demo erano già stati pubblicati in un'altra demo nel 1994 dal gruppo, allora chiamato Thundercross.

## Tracce
1. Invernal Fury – 4:43
2. Warrior of Ice – 4:13
3. Tears at Nightfall – 1:18
4. Alive and Proud – 5:57
5. Land of Immortals – 5:45
6. Holy Wind – 3:38
7. Eternal Glory – 9:30

## Formazione
- Cristiano Adacher - voce
- Luca Turilli - chitarra
- Alex Staropoli - tastiera
- Daniele Carbonera - batteria
- Andrea Furlan - basso